# August Allebé

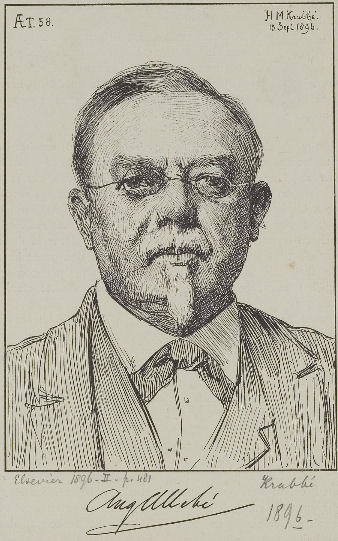
Porträt (1896) von Heinrich Martin Krabbé

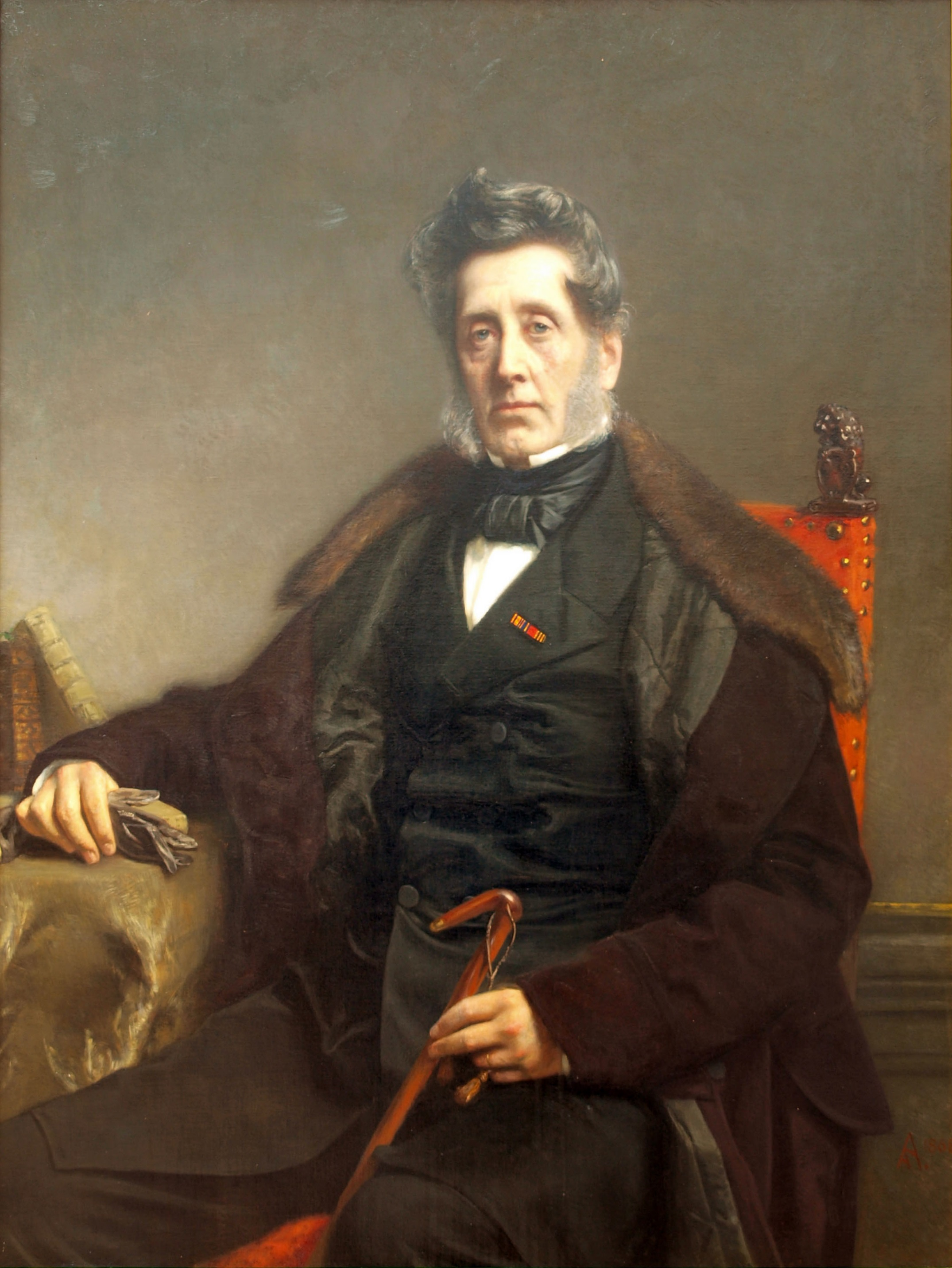
Bild von August Allebé von Johannes Luden, 1868, Teylers Museum, Haarlem

August Allebé (* 10. April 1838 in Amsterdam; † 23. Mai 1927 ebenda) war ein niederländischer Künstler und Lehrer.

## Familie
Allebé war der Sohn des Arztes Gerardus Arnoldus Nicolaus Allebé (1810–1892) und dessen Frau Neeltje, geborene Scheltema (1810–1888). Sein Vater hatte 1845 ein Buch über die kindliche Entwicklung, niederländisch De ontwikkeling van het kind, verfasst. Die Familie wohnte damals an der Keizersgracht, in der Nähe der Spiegelstraat, in Amsterdam. Während Allebé noch zur Schule ging, erhielt er zu Hause Zeichenunterricht durch den Maler Petrus Franciscus Greive. Allebé hatte mehrere Geschwister:
- Anna Maria Allebé (1846–?) ⚭ Theodor Stephanus Beker (1844-?)
- Gerard[us] Allebé (1849–1879) ⚭ Wilhelmine Maria Henriette (geborene Drognat Landré, nachmals verheiratet mit Lodewijk Willem Johannes Jacobus Ramaer, 1851–16. August 1936)

Sein Onkel war der Archivar Pieter Scheltema (1812–1885), der 1853 die Schrift Rembrand. Redevoering over het leven en de verdienster van Rembrand Van Rÿn verfasst hatte.

## Wirken
Bereits ab 1856 hatte er auf Veranlassung von Jozef Israëls und unter Anleitung von Charles Rochussen auch begonnen Lithografien herzustellen. Jahre später, nachdem er ein Kurse bei Felix Meritis belegt, und ab 1854 ein Studium an der Königlichen Akademie der schönen Künste niederländisch Koninklijke Academie voor Beeldende Kunsten sowie 1857 eine Studienreise nach Paris unternommen, wo er die École des Beaux-Arts besuchte und unter Adolphe Mouilleron seine Fertigkeiten im lithografieren verbesserte, kam er zurück nach Amsterdam. Im Atelier von Greive widmete er sich ab 1860 nun ausschließlich der Malerei. Zu seinen Lehrern gehörte auch der Malerd Louis Royer.
Seine dortigen Mitschüler waren vermutlich Diederik Franciscus Jamin, Maurits Léon und der jüngere Johann Conrad Greive, der ein Neffe von Petrus Franciscus Greive war. J. C. Greive hatte dabei keinen leichten Stand im Atelier, da sich Allebé rasch durch seine Akribie, sein Talent und sein künstlerisches Zeichnen bald zum Liebling des Meisters und seiner anderen Schüler, zu denen auch Hendrik Jacobus Scholten gehörte. In dieser Zeit begann er auch an Ausstellungen teilzunehmen. 1861 entstanden Bilder wie Vroeg ter kerk (in der Früh zur Kirche), Het eerste bezoek (der erste Besuch) oder Een ziek kind in eene hut (ein krankes Kind in einer Hütte) und andere. Es entstanden auch zahlreiche Tierstudien, die er im Zoologischen Garten von Amsterdam anfertigte.
Im Jahre 1863 wurde er mit 25 Jahren schon Mitglied der Gesellschaft Arti et Amicitiae. Darüber hinaus war er im selben Jahr Mitglied der Société royale belge des aquarellistes geworden. Nach seiner Rückkehr nach Amsterdam trat er später eine Studienreise an, die ihn von Leiden, Dongen, nach Andernach am Rhein und 1868 nach Brüssel führte. 1870 erhielt Allebé den Ruf als Professor an die Koninklijke Academie voor Beeldende Künsten nach Amsterdam zu kommen. Im Jahre 1880 wurde er Direktor selbiger Institution. Diese Funktion hatte er bis 1906 inne. Während seiner Laufbahn unterrichtete er etwa 179 Schüler, von denen einige später als Lehrer an seine Akademie zurückkehrten oder teilweise Privatunterricht erteilten.
Der Sammler Carel Vosmaer schrieb um 1884 in Onze hedendaagsche Schilders über ihn:

„Allebé steht zwischen den Älteren und den Jüngeren, zwischen Nordholland und Frankreich, zwischen denen, die durch den Verstand und denen die durch das Gefühl beherrscht werden, zwischen der Kraft, die will und handelt, und der Beschaulichkeit, welche die Hand ruhen lässt; – er ist beides, Zeichner und Kolorist, ein Mann der etwas gelernt hat und für Eindrücke empfänglich ist, ein Darsteller des Menschen, der Natur und des Tierlebens, ein poetischer Realist, der wagt und zögert, voll Ehrerbietung für die Vergangenheit und Liebe zum Neuen, sehr verschiedenartig und doch mit einem sehr bestimmten Charakter […]“

Die Kunstkritikerin Grarda Hermina Marius merkte an:

„Allebé ist der geborene Kleinmaler am Wendepunkt der romantischen und der modernen Schule. Seine Komposition ist wohlüberlegt, meist anekdotisch, manchmal romantisch, aber selten sentimental.“

Begraben ist er auf dem Zorgvlied-Friedhof in Amsterdam. Die Stadt Amsterdam hat ihren Sohn durch die Benennung eines Platzes nach ihm geehrt.

## Kunstvereinigung St. Lucas

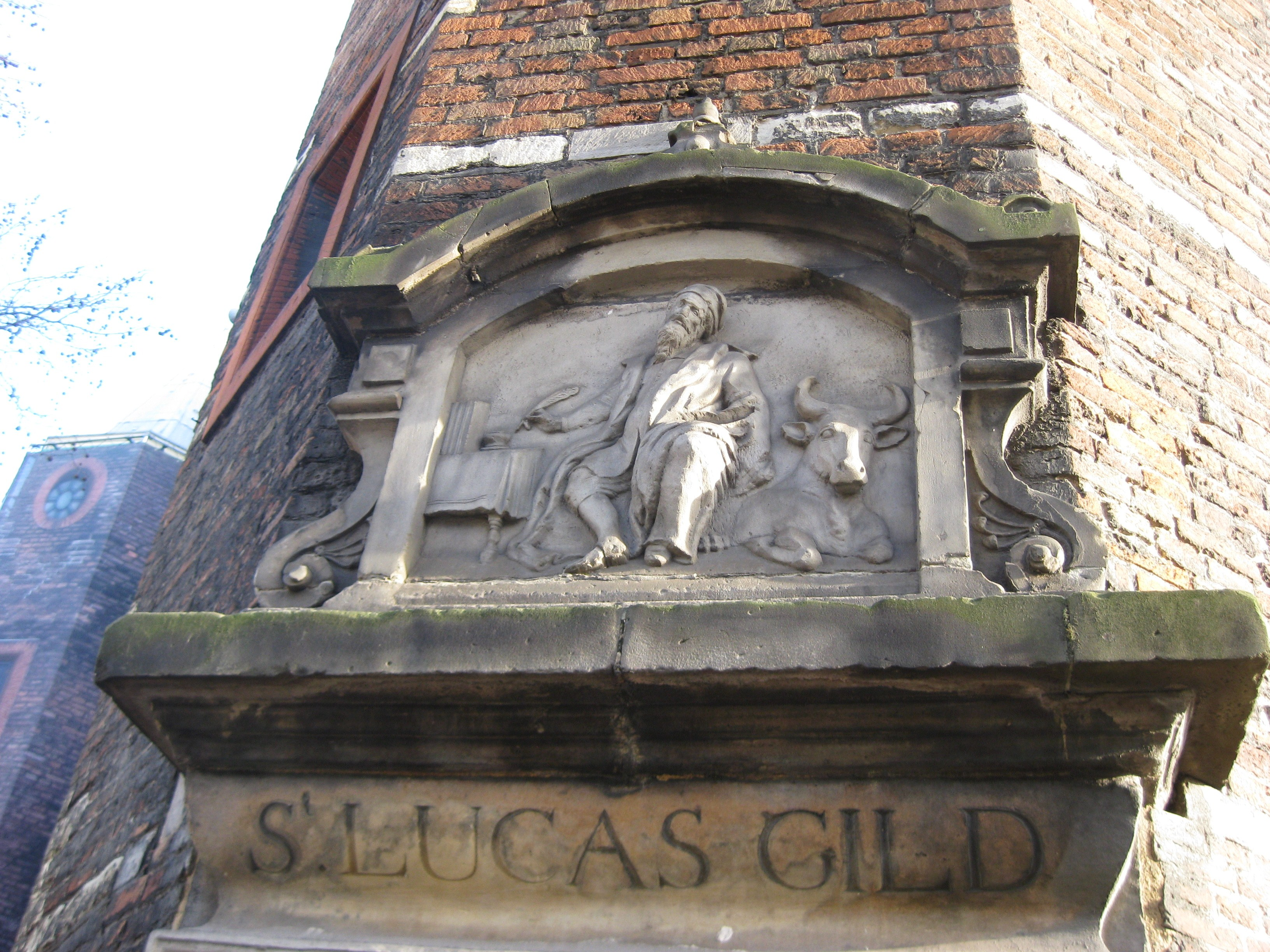
Gedenkstein der alten Sint-Lucasgilde zu Amsterdam.

Im Jahre 1880 wurde von einer Gruppe von Malern der von August Allebé geleiteten Kunstakademie die Studentenvereinigung St. Lucas zu Amsterdam gegründet. Um 1886 begann ihre Wandlung in eine Künstlervereinigung. Sie war Begegnungsstätte des Amsterdamer Kunstgeschehens, vor allem der Tafelmalerei. Hier wurden Kontakte geknüpft, Wissen weiter gegeben und somit ein Gegenpol zur recht erfolgreichen Haager Schule aufgebaut. Darüber hinaus waren Verbindungen zur Amsterdamer Soziëteit Arti et Amicitiae vorhanden, die für beide Institutionen wesentlich waren. Diese Kunstvereinigung besteht bis heute fort und ist wesentlicher Bestandteil der niederländischen Kunstlandschaft. Seine Schüler Jan Pieter Veth und Johannes Theodorus Toorop gehörten dieser Vereinigung an, die zum Sprachrohr der Jugend wurde.

## Schüler Allebés
Zu seinen erfolgreichen Schülern, die auch zum Teil über Holland hinaus internationale Bekanntheit und Anerkennung erlangen sollten, zählten etwa
- Lizzy Ansingh (1875–1959)
- Nicolaas Bastert (1854–1939)
- Johanna Bauer-Stumpff (1873–1964)
- George Hendrik Breitner (1857–1923)
- Antoon Derkinderen (1859–1925)
- Eduard Frankfort (1864–1920)
- Leo Gestel (1881–1941)
- Arnold Marc Gorter (1866–1933)
- Richard Roland Holst (1868–1938)
- Isaac Israëls (1865–1934)
- Hendrik Maarten Krabbé (1868–1931)
- Jacobus van Looy (1855–1930)
- Piet Mondrian (1872–1944)
- Benjamin Liepman Prins (1860–1934)
- Jacoba Johanna Ritsema (1876–1961)
- Hobbe Smith (1862–1942)
- Willem Bastiaan Tholen (1860–1931)
- Maurits van der Valk (1857–1935)
- Petrus Theodorus van Wijngaerdt (1873–1964)
- Jan Hillebrand Wijsmuller (1855–1925)
- Ernst Witkamp (1854–1897)
- Willem Witsen (1860–1923)
- Jan Zoetelief Tromp (1872–1947)

## Werke (Auswahl)

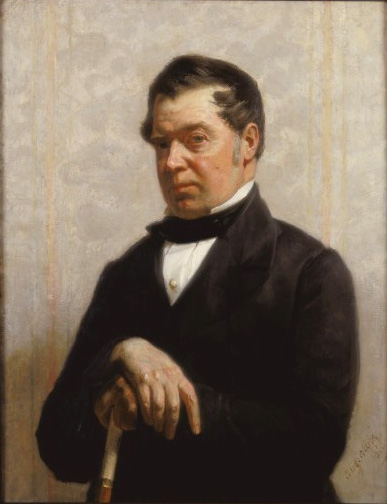
Porträt seines Vaters 1858

- 1864: Historische voorstelling, Amsterdam Museum
- 1870: De oude zaalwachter, Stedelijk Museum Amsterdam, Abbildung
- 1871: The butterflies, Rijksmuseum Amsterdam, Abbildung

## Ausstellungen (Auswahl)
- April 1918: Ausstellung seiner Werke (1855 bis 1880) in der Akademie anlässlich seines 80. Geburtstags.[10]
- 1988: Leven en werk van August Allebé (1838–1927). Teylers Museum, Dordrecht